# Sanktuaria polskie
Sanktuaria polskie – serial dokumentalno-podróżniczy produkcji polskiej, emitowany na antenie TV Trwam. Program prezentuje mniej znane sanktuaria Polski, w tym ich historię, a także otaczającą przyrodę.
W każdym odcinku prezentowane jest inne sanktuarium, najczęściej znajdujące się w pobliżu tego z poprzedniego odcinka. Podczas programu ksiądz kustosz danego sanktuarium opowiada i przedstawia je. Często wypowiadają się także parafianie sanktuarium, pielgrzymi, historycy, siostry zakonne, a także w niektórych odcinkach biskupi (odc. 36 – bp Witalij Skomarowski, odc. 59 – bp Kazimierz Gurda, odc. 63 – bp Antoni Dydycz, odc. 66 – bp Damian Muskus, odc. 78 – bp Tadeusz Lityński, odc. 90 – bp Marek Szkudło, odc. 92, 99 – kard. Stanisław Dziwisz, odc. 95 – abp Edward Nowak, odc. 96 – abp Stanisław Nowak, odc. 103 – abp Eugeniusz Popowicz, abp Jan Martyniak i abp Swiatosław Szewczuk, odc. 104 i 126 – bp Wojciech Osial, odc. 108 – abp Henryk Hoser, odc. 114 – abp Edward Ozorowski i bp Henryk Ciereszko, odc. 121 – bp Marian Florczyk, odc. 124 – bp Jan Piotrowski, odc. 129 – bp Jan Kopiec, odc. 130 – abp Alfons Nossol oraz odc. 135 – bp Adam Dyczkowski).

## Źródła
- http://tv-trwam.pl/strona/program-tv
- http://tv-trwam.pl/strona/program-tv

## Odcinki
Seria 1 obejmuje rok 2012, seria 2 rok 2013, seria 3 rok 2014, seria 4 rok 2015, seria 5 rok 2016, seria 6 rok 2017, a seria 7 rok 2018.
| Seria 1 (2012)    |                                                                                           |
| 1                 | Sanktuarium Matki Bożej Królowej Męczenników w Bydgoszczy                                 |
| 2                 | Sanktuarium Matki Bożej Saletyńskiej w Dębowcu                                            |
| 3                 | Sanktuarium Matki Bożej Bolesnej w Oborach                                                |
| Seria 2 (2013)    |                                                                                           |
| 4                 | Sanktuarium Matki Bożej Wspomożenia Wiernych w Jaroszowcu                                 |
| 5                 | Sanktuarium Krzyża Świętego w Kcyni                                                       |
| 6                 | Sanktuarium Matki Bożej Pocieszenia w Czerwińsku nad Wisłą                                |
| 7                 | Sanktuarium Matki Bożej Bolesnej w Skulsku                                                |
| 8                 | Sanktuarium Matki Bożej Łaskawej w Grudziądzu                                             |
| 9                 | Sanktuarium Matki Bożej Trzykroć Przedziwnej w Bydgoszczy                                 |
| 10                | Sanktuarium Matki Bożej Płaczącej w Lublinie                                              |
| 11                | Sanktuarium Narodowe św. Andrzeja Boboli w Warszawie                                      |
| 12                | Sanktuarium Matki Bożej Szkaplerznej w Stalowej Woli - Rozwadowie                         |
| 13                | Sanktuarium Matki Bożej Kębelskiej w Wąwolnicy                                            |
| 14                | Sanktuarium św. Andrzeja Boboli w Strachocinie                                            |
| 15                | Sanktuarium św. Antoniego Padewskiego w Radecznicy                                        |
| 16                | Sanktuarium Matki Bożej Nieustającej Pomocy w Toruniu                                     |
| 17                | Sanktuarium Matki Bożej Szkaplerznej w Czernej                                            |
| 18                | Sanktuarium Matki Bożej Paczółtowickiej                                                   |
| 19                | Sanktuarium Matki Bożej Wardęgowskiej                                                     |
| 20                | Sanktuarium Matki Bożej Bolesnej w Chełmnie                                               |
| Seria 3 (2014)    |                                                                                           |
| 21                | Sanktuarium św. Antoniego w Ratowie                                                       |
| 22                | Sanktuarium bł. Marii Karłowskiej w Jabłonowie Pomorskim                                  |
| 23                | Sanktuarium Zwiastowania NMP w Kazimierzu Dolnym                                          |
| 24                | Sanktuarium św. Michała Archanioła i bł. ks. Bronisława Markiewicza w Miejscu Piastowym   |
| 25                | Sanktuarium Matki Bożej Pięknej Miłości w Bydgoszczy                                      |
| 26                | Sanktuarium Matki Bożej Nawrzańskiej                                                      |
| 27                | Sanktuarium Matki Bożej Trzykroć Przedziwnej na Górze Chełmskiej w Koszalinie             |
| 28                | Sanktuarium Matki Bożej Bolesnej w Czarnym Potoku                                         |
| 29                | Sanktuarium Matki Bożej Bolesnej w Boleszynie                                             |
| 30                | Sanktuarium św. Wojciecha w Gdańsku                                                       |
| 31                | Sanktuarium Matki Bożej Loretańskiej w Gołębiu                                            |
| 32                | Sanktuarium Maryi Patronki Żołnierzy Września w Woli Gułowskiej                           |
| 33                | Sanktuarium Relikwii Krzyża Świętego w Lublinie                                           |
| 34                | Sanktuarium Matki Bożej Rywałdzkiej                                                       |
| 35                | Sanktuarium Matki Bożej Pocieszenia w Krypnie                                             |
| Seria 4 (2015)    |                                                                                           |
| 36                | Sanktuarium Matki Bożej Latyczowskiej w Lublinie                                          |
| 37                | Sanktuarium Matki Bożej Dobrej Rady w Lublinie                                            |
| 38                | Sanktuarium Matki Bożej Księżnej Sieradzkiej w Charłupi Małej                             |
| 39                | Sanktuarium Matki Bożej Matki Kujaw w Ostrowąsie                                          |
| 40                | Sanktuarium Matki Bożej Królowej Miłości i Pokoju Pani Kujaw w Markowicach                |
| 41                | Sanktuarium św. Stanisława Biskupa i Męczennika w Piotrawinie                             |
| 42                | Sanktuarium Świętej Rodziny w Osieku                                                      |
| 43                | Sanktuarium Matki Bożej Królowej Rodzin w Parczewie                                       |
| 44                | Sanktuarium Matki Pokoju w Stoczku Klasztornym                                            |
| 45                | Sanktuarium Matki Bożej w Janowie Lubelskim                                               |
| 46                | Kalwaria Pakoska                                                                          |
| 47                | Sanktuarium Matki Bożej Pocieszenia w Biechowie                                           |
| 48                | Sanktuarium Urodzin i Chrztu św. Faustyny w Świnicach Warckich                            |
| 49                | Sanktuarium Matki Bożej Boreckiej                                                         |
| 50                | Sanktuarium Matki Bożej Zwycięskiej w Brdowie                                             |
| 51                | Sanktuarium Matki Bożej Śnieżnej Królowej Rodzin w Jarosławiu                             |
| 52                | Sanktuarium Matki Bożej Pocieszenia w Górce Klasztornej                                   |
| 53                | Sanktuarium Matki Bożej Księżomierskiej                                                   |
| 54                | Sanktuarium Najświętszej Krwi Pana Jezusa w Poznaniu                                      |
| 55                | Sanktuarium św. Anny Patronki Rodzin w Lubartowie                                         |
| 56                | Sanktuarium Matki Bożej Nadodrzańskiej Królowej Pokoju w Siekierkach nad Odrą             |
| 57                | Sanktuarium Matki Bożej Patronki Rodzin w Leśniowie                                       |
| 58                | Sanktuarium św. Krzyża w Słupcy                                                           |
| 59                | Sanktuarium św. Józefa w Starych Szpakach                                                 |
| 60                | Sanktuarium Kalwaryjskiej Matki Zawierzenia w Praszce                                     |
| 61                | Sanktuarium Przemienienia Pańskiego w Cmolasie                                            |
| 62                | Sanktuarium Matki Bożej Bolesnej w Świętej Wodzie                                         |
| 63                | Sanktuarium Matki Bożej Pocieszenia w Orchówku                                            |
| 64                | Sanktuarium Nawiedzenia NMP w Krasnobrodzie                                               |
| 65                | Sanktuarium Macierzyństwa NMP w Trzebiatowie                                              |
| 66                | Sanktuarium Relikwii Drzewa Krzyża Świętego na Świętym Krzyżu                             |
| 67                | Sanktuarium bł. Karoliny Kózkówny w Zabawie                                               |
| 68                | Sanktuarium Matki Bożej Różańcowej Królowej Rodzin w Ożarowie                             |
| 69                | Sanktuarium Matki Bożej na Pólku pod Bralinem                                             |
| 70                | Sanktuarium Matki Bożej Różańcowej oraz bł. Sadoka i 48 towarzyszy w Sandomierzu          |
| 71                | Sanktuarium Matki Bożej Śnieżnej Opiekunki Rodzin w Pilicy                                |
| 72                | Sanktuarium Matki Bożej Miłosierdzia w Mstowie                                            |
| 73                | Sanktuarium św. Ojca Pio na Przeprośnej Górce                                             |
| 74                | Sanktuarium Matki Bożej Chełmskiej                                                        |
| 75                | Sanktuarium Matki Bożej Piaskowej Pani Krakowa                                            |
| 76                | Sanktuarium św. Józefa Oblubieńca NMP w Częstochowie                                      |
| Seria 5 (2016)    |                                                                                           |
| 77                | Sanktuarium Dzieciątka Jezus w Jodłowej                                                   |
| 78                | Sanktuarium św. Jakuba Starszego Apostoła w Jakubowie                                     |
| 79                | Sanktuarium Matki Bożej w Leśnej Podlaskiej                                               |
| 80                | Sanktuarium Matki Bożej Jutrzenki Nadziei w Grodowcu                                      |
| 81                | Sanktuarium Matki Bożej Pojednania w Hodyszewie                                           |
| 82                | Sanktuarium św. bp. Józefa Sebastiana Pelczara w Korczynie                                |
| 83                | Sanktuarium Matki Bożej Łaskawej w Zamościu                                               |
| 84                | Sanktuarium św. Antoniego w Lublinie                                                      |
| 85                | Sanktuarium Matki Bożej Anielskiej w Lipsku                                               |
| 86                | Sanktuarium św. abp. Józefa Bilczewskiego w Wilamowicach                                  |
| 87                | Sanktuarium św. Stanisława Biskupa i Męczennika w Szczepanowie                            |
| 88                | Sanktuarium Najświętszego Sakramentu w Jankowicach Rybnickich                             |
| 89                | Sanktuarium Matki Bożej Królowej Polski w Osuchowie                                       |
| 90                | Sanktuarium św. Walentego w Bieruniu Starym                                               |
| 91                | Sanktuarium Matki Bożej Królowej Polski w Szczyrku                                        |
| 92                | Sanktuarium Ecce Homo św. Brata Alberta                                                   |
| 93                | Sanktuarium Znalezienia Krzyża Świętego i Matki Bożej Kalwaryjskiej                       |
| 94                | Sanktuarium świętych pustelników Świerada i Benedykta w Tropiu                            |
| 95                | Sanktuarium św. Jana z Dukli                                                              |
| 96                | Sanktuarium św. Jana Marii Vianneya w Mzykach                                             |
| 97                | Sanktuarium Matki Bożej Świętorodzinnej w Miedniewicach                                   |
| 98                | Sanktuarium Matki Bożej Strażniczki Wiary w Bardzie                                       |
| 99                | Sanktuarium Maryi Gwiazdy Nowej Ewangelizacji i św. Jana Pawła II w Toruniu               |
| 100               | Sanktuarium Pana Jezusa Miłosiernego w Alwerni                                            |
| 101               | Sanktuarium św. Józefa w Wadowicach                                                       |
| 102               | Sanktuarium Miłosierdzia Bożego w Myśliborzu                                              |
| 103               | Sanktuarium Maryjne Brama Miłosierdzia w Jarosławiu                                       |
| 104               | Sanktuarium bł. Honorata Koźmińskiego w Nowym Mieście nad Pilicą                          |
| 105               | Sanktuarium Pana Jezusa Cierniem Ukoronowanego, Miłosiernego i Krwi Zbawiciela w Paradyżu |
| 106               | Sanktuarium bł. Sancji Szymkowiak w Poznaniu                                              |
| 107               | Sanktuarium św. Mikołaja w Pierśćcu                                                       |
| 108               | Sanktuarium Matki Bożej Fatimskiej w Zakopanem                                            |
| Seria 6 (2017)    |                                                                                           |
| 109               | Sanktuarium Serca Jezusa Miłosiernego w Kaliszu                                           |
| 110               | Sanktuarium Matki Bożej Niepokalanej i św. Maksymiliana Marii Kolbego w Niepokalanowie    |
| 111               | Sanktuarium Matki Bożej Pocieszenia w Starej Błotnicy                                     |
| 112               | Sanktuarium Błogosławionych Męczenników Podlaskich w Pratulinie                           |
| 113               | Sanktuarium Matki Bożej w Kolembrodach                                                    |
| 114               | Sanktuarium Miłosierdzia Bożego w Białymstoku                                             |
| 115               | Sanktuarium Matki Bożej z Lourdes w Warszawie                                             |
| 116               | Sanktuarium św. Kazimierza Królewicza w Krakowie                                          |
| 117               | Sanktuarium św. Józefa w Poznaniu                                                         |
| 118               | Sanktuarium św. Jana Bożego w Krakowie                                                    |
| 119               | Sanktuarium św. Józefa w Prudniku                                                         |
| 120               | Sanktuarium Wniebowzięcia Najświętszej Maryi Panny w Starej Wsi                           |
| 121               | Sanktuarium Grobu Bożego w Miechowie                                                      |
| 122               | Sanktuarium Matki Bożej Łaskawej Księżnej Wieliczki                                       |
| 123               | Sanktuarium Matki Bożej Nieustającej Pomocy w Radziejowie                                 |
| 124               | Sanktuarium Męki Pańskiej w Imbramowicach                                                 |
| 125               | Sanktuarium Krwi Chrystusa w Częstochowie                                                 |
| 126               | Sanktuarium Matki Bożej Nauczycielki Młodzieży w Warszawie                                |
| 127               | Sanktuarium św. Jana Sarkandra w Skoczowie                                                |
| 128               | Sanktuarium Cudu Eucharystycznego w Sokółce                                               |
| 129               | Sanktuarium św. Anny na Górze św. Anny                                                    |
| 130               | Sanktuarium św. Jacka w Kamieniu Śląskim                                                  |
| 131               | Sanktuarium Unitów Podlaskich w Kostomłotach                                              |
| 132               | Sanktuarium bł. Wincentego Kadłubka w Jędrzejowie                                         |
| 133               | Sanktuarium Matki Bożej Gietrzwałdzkiej                                                   |
| 134               | Sanktuarium św. Szymona w Lipnicy Murowanej                                               |
| 135               | Sanktuarium Pierwszych Męczenników Polski w Międzyrzeczu                                  |
| Seria 7 (2018)    |                                                                                           |
| 136               | Sanktuarium Matki Bożej Łaskawej Niezawodnej Nadziei we Włocławku                         |
| 137               | Sanktuarium św. Anny w Świętej Annie                                                      |
| 138               | Sanktuarium św. Teresy od Dzieciątka Jezus w Rybniku - Chwałowicach                       |
| 139               | Sanktuarium Pana Jezusa Konającego w Pacanowie                                            |
| 140               | Sanktuarium Matki Bożej Wniebowziętej w Lipinkach                                         |
| 141               | Sanktuarium św. Józefa w Kaliszu                                                          |
| 142               | Sanktuarium Pana Jezusa Cierpiącego w Bielanach                                           |
| 143               | Sanktuarium Grobu Bożego w Przeworsku                                                     |
| 144               | Sanktuarium Matki Bożej Pocieszenia w Biechowie                                           |
| 145               | Sanktuarium Matki Bożej z Lourdes w Porąbce Uszewskiej                                    |
| 146               | Sanktuarium św. Maksymiliana Marii Kolbego w Szczukach                                    |
| 147               | Sanktuarium Matki Bożej w Gidlach                                                         |
| 148               | Sanktuarium Matki Bożej Szkaplerznej w Tomaszowie Lubelskim                               |
| 149               | Sanktuarium Matki Bożej Opiekunki Środowiska Naturalnego w Bujakowie                      |
| 150               | Sanktuarium Trójcy Przenajświętszej i świętej Anny w Prostyni                             |
| 151               | Sanktuarium Miłosierdzia Bożego w Częstochowie                                            |
| 152               | Sanktuarium Matki Bożej Szkaplerznej w Nabrożu-Kolonii                                    |
| 153               | Sanktuarium Najświętszej Rodziny w Zakopanem                                              |
| 154               | Sanktuarium Bożego Miłosierdzia w Suwałkach                                               |
| 155               | Sanktuarium Pasyjno-Maryjne w Kalwarii Zebrzydowskiej                                     |
| 156               | Sanktuarium Matki Bożej Łokietkowej w Wiślicy                                             |
| 157               | Sanktuarium św. Ojca Pio w Warszawie                                                      |
| 158               | Sanktuarium Matki Bożej Tuchowskiej                                                       |
| 159               | Sanktuarium Matki Jedności Chrześcijan w Świętej Lipce                                    |
| 160               | Sanktuarium Matki Bożej Budziszyńskiej w Mokobodach                                       |
| Odcinki specjalne |                                                                                           |
| S1                | Sanktuarium Matki Bożej z Guadalupe                                                       |
| S2                | Sanktuarium Matki Bożej Królowej Polesia w Łohiszynie na Białorusi                        |